# Roland Senger
Roland Senger (* 1979/1980 in Osnabrück) ist ein deutscher Basketballtrainer.

## Laufbahn
Senger war bis 2007 Trainer der Damen des Osnabrücker SC in der 2. Bundesliga und wechselte dann zur BG Rotenburg/Scheeßel. 2011 führte er die Rotenburger Damen zum Aufstieg in die Bundesliga. Unter seiner Leitung gab Emma Stach 2011 ihr Bundesliga-Debüt und war dabei mit 14 Jahren so jung wie keine Spielerin vor ihr. Im November 2012 kam es zwischen den Rotenburgerinnen und Senger zur Trennung.
Im Vorfeld der Saison 2013/14 wurde Senger Cheftrainer beim Damen-Bundesligisten ChemCats Chemnitz. Im Februar 2014 wurde er in Chemnitz entlassen, da er der Vereinsführung eine Liebesbeziehung zu einer seiner Spielerinnen verheimlicht hatte.
Anschließend hatte Senger bei den Damen des Osnabrücker TB (2. Bundesliga) zunächst das Traineramt, danach das des Sportlichen Leiters sowie des Trainers der OTB-Herren (2. Regionalliga) inne.
Ende August 2018 wurde er als neuer Cheftrainer des Herren-Zweitregionalligisten TuS Bramsche vorgestellt. Er führte die Mannschaft im Spieljahr 2018/19 zum Gewinn des Meistertitels in der 2. Regionalliga Nord-West und damit zum Aufstieg in die 1. Regionalliga. Im Sommer 2020 beendete er die Tätigkeit in Bramsche wegen eines berufsbedingten Umzugs nach Hamburg. Dort betreute er als Trainer die Damen der Hamburg Towers.